# Hebe Camargová
Hebe Maria Camargová (8. března 1929 Taubaté, São Paulo, Brazílie — 29. září 2012 São Paulo, Brazílie) byla brazilská herečka, televizní moderátorka a zpěvačka.

## Filmografie

### Herecká
- 2009 - Xuxa e o Mistério de Feiurinha
- 2005 - Coisa de Mulher
- 2000 - Dinosaur
- 1960 - Zé do Periquito
- 1951 - Liana, a Pecadora
- 1949 - Quase no Céu

### Televizní
- 2009 - Elas Cantam Roberto
- 2009 - Vende-se Um Véu de Noiva
- 2007 - Amigas e Rivais
- 2003 - Romeu e Julieta Versão 3
- 2000 - TV Ano 50
- 1995 - A Escolinha do Golias
- 1990 - Romeu e Julieta Versão 2
- 1980 - Cavalo Amarelo
- 1978 - O Profeta
- 1970 - As Pupilas do Senhor Reitor
- 1968 - Romeu e Julieta Versão 1
- 1950 - Primeira Apresentação Musical da TV Brasileira

## Hudební nahrávky
- Hebe e Vocês (1959)
- Festa de Ritmos (1961)
- Hebe Camargo (1966)
- Maiores Sucessos (1995)
- Pra Você (1998)
- Como É Grande o Meu Amor Por Vocês (2001)